# Institut des fruits et légumes coloniaux
L'Institut des fruits et agrumes Coloniaux (IFAC) est un organisme créé en France durant la seconde Guerre mondiale, en 1942 pour développer les connaissances et méthodes de cultures relatives aux fruits et agrumes produits dans ses territoires coloniaux. 

## Histoire
En 1975, l'IFAC devient l'IRFA (Institut de recherches sur les fruits et agrumes). 
L'IRFA sera ensuite rapidement inclus dans le GERDAT (Groupement d'études et de recherches pour le développement de l'agriculture tropicale), lequel sera fondu en 1984 dans le CIRAD (Centre de coopération internationale en recherche agronomique pour le développement).
Cet institut s'est doté d'une Station centrale des cultures fruitières tropicales (SCCFT) et de divers stations de cultures plus ou moins expérimentales

## Centres d'intérêt
Cet institut s'intéressera notamment à la culture, à des sous-produits comme les huiles essentielles et au maladies d'agrumes (citrons, oranges, Pamplemousses, pomelos ou grape-fruits et tangelos) en Afrique du nord et en Afrique noire où au milieu du XXe siècle l'institut introduit des agrumes inconnus de ces régions pour les y tester en cultures, au palmier-dattier de Mauritanie, à des méthodes de cultures telles que celle de la mangue, de la papaye, de l'Ananas, avec notamment l'utilisation d'hormones dans la culture de l'Ananas (1953)  ou encore à la Banane au Camerou,, cherchant des moyens de remédier à la pourriture des fruits et pour lutter contre les insectes parasites des fruitiers tropicaux. 
C'est ainsi que l'IFAC effectuera en France d'Outre-mer de premiers test de Chlordécone contre les insectes qui attaquent le bananiers, avant que ce produit ait reçu une autorisation (provisoire ou définitive) de vente ou une quelconque homologation par le Comité d’études des produits antiparasitaires à usage agricole, et avant sa mise à l'étude officielle par cette même Commission et bien avant les conclusions de l’examen du chlordécone (et d'un autre insecticides presque de même formulation, le Mirex) de la Commission des Toxiques. ; L'IFAC a effectué ses propres essais au Cameroun à partir de 1964 puis en Martinique à partir de mai 1968.